# Emilio La Rovere
Emilio Lèbre La Rovere é um cientista e professor brasileiro.
Filho do engenheiro industrial-mecânico napolitano Ruggiero La Rovere e da descendente de franceses Regina Lèbre, nasceu no Rio de Janeiro. Tem os irmãos Henriette e Renata. Casado com Ana Lucia, tem os filhos Luciana, Roberta e Marcello. Formado em Engenharia Elétrica, de Sistemas e Industrial pela Pontifícia Universidade Católica do Rio de Janeiro (1975), e em Economia pela Universidade Federal do Rio de Janeiro (1976), fez mestrado em Engenharia de Sistemas e Computação no Instituto Alberto Luiz Coimbra de Pós-Graduação e Pesquisa em Engenharia (Coppe) da UFRJ (1977) e doutorado em Técnicas Econômicas, Previsão, Prospectiva na École des Hautes Études en Sciences Sociales, em Paris (1980), quando começou a voltar suas atenções para a área do meio ambiente.
Chefiou a Divisão de Infraestrutura Energética da Financiadora de Estudos e Projetos, trabalhando nos primeiros projetos de financiamento de energia limpa. Desde 1988 leciona no Coppe, onde atualmente é Professor Titular. Foi o primeiro coordenador do Mestrado e Doutorado em Engenharia Ambiental, coordenou o Programa de Planejamento Energético, criou e desde 1997 coordena o Laboratório Interdisciplinar de Meio Ambiente, e criou e desde 2000 coordena o Centro de Estudos Integrados sobre Meio Ambiente e Mudanças Climáticas.
Tem participado de comissões e organizações nacionais e internacionais de alto nível. A partir de 1992 passou a colaborar com o Painel Intergovernamental sobre Mudanças Climáticas (IPCC), participando da elaboração dos seus relatórios. Foi um dos autores principais do capítulo 3 do volume sobre Mitigação do Aquecimento Global do 4º Relatório do IPCC (2007). Foi um dos fundadores do Painel Brasileiro de Mudanças Climáticas, onde é um dos coordenadores do Comitê Científico, e foi um dos editores do volume sobre Mitigação do 1º Relatório do PBMC (2014). Coordenou o estudo técnico que subsidiou a proposta brasileira na Conferência das Nações Unidas sobre as Mudanças Climáticas de 2015 em Paris. Após a realização da Conferência das Nações Unidas sobre as Mudanças Climáticas de 2016, foi o único brasileiro convidado a integrar uma comissão internacional de alto nível liderada por Joseph Stiglitz e Nicholas Stern para auxiliar na implementação do Acordo de Paris. É membro do Fórum Brasileiro de Mudanças Climáticas e foi membro do Comitê Científico do Fórum Latino-Americano de Precificação de Carbono (2018).
Tem grande bibliografia publicada e é considerado uma das principais referências brasileiras em energia alternativa, mudanças climáticas e desenvolvimento sustentável. Recebeu o Prêmio Nobel da Paz (2007) junto com a equipe do IPCC, o Diploma Honra ao Mérito Parceiro Ambiental (2012) da Prefeitura do Rio de Janeiro "pelos trabalhos em defesa do meio ambiente, pela contribuição para a melhoria da qualidade dos recursos naturais da Cidade do Rio de Janeiro e seu desenvolvimento sustentável", e o Prêmio Coppe Mérito Acadêmico Giulio Massarani (2016).